# On efface tout
Pour plus de détails, voir Fiche technique et Distribution.
On efface tout est un film français réalisé par Pascal Vidal en 1978 et sorti en 1979.

## Fiche technique
- Titre : On efface tout
- Réalisation : Pascal Vidal
- Scénario : Pascal Vidal et Pierre Philippe
- Photographie : Jacques Boumendil
- Musique : Etienne Chicot
- Montage : Arnaud Petit
- Pays d'origine :  France
- Sociétés de production : Les Films du Sioux, FR3 et Idemedia
- Format : Couleur (Eastmancolor) - Son mono
- Genre : Drame
- Durée : 110 min.
- Date de sortie : 
  - France - 3 janvier 1979

## Distribution
- Yves Beneyton : Jacques Fouchet
- Bruno Cremer : Claude Raisman
- Bernard Fresson : l'inspecteur Ballandier
- Gérard Lartigau : Sylvain Michel
- Yves Gabrielli : Marsangy
- Christine Murillo : Odile Fouchet
- Christine Pascal : Anne Glitzer
- Micheline Presle : Hélène Cœurdevey
- Jean-Marc Thibault : Armorin
- Guy Tréjan : Maître Thérive
- Jacques Ardouin : Louis XVI
- Agnès Château : Armande
- Gérard Darmon : Brahim
- Alain Floret: Rabatteur
- Alinta Bibesco : Claudia
- Eric Bourdier
- Pascale Christophe : Catherine
- Stéphane Gildas : Un inspecteur
- Patrick Chanot : Un inspecteur
- Paula Moore : L'américaine
- Ivan Romeuff : Un ami d'Armande
- Georges Montillier
- Jacques Portet : Max Allard
- Valérie Quennessen
- Mostéfa Stiti : Lah Lou